# Dolný Pial
Dolný Pial (Hongaars: Alsópél) is een Slowaakse gemeente in de regio Nitra, en maakt deel uit van het district Levice.
Dolný Pial telt 993 inwoners.